# 10. etape af Giro d'Italia 2018
10. etape af Giro d'Italia 2018 gik fra Penne til Gualdo Tadino 15. maj 2018. 
Matej Mohorič vandt etapen. Esteban Chaves som lå på andenpladsen i klassementet tabte 25 minutter.

## Etaperesultater
| \| Etaperesultat \| Etaperesultat \| Etaperesultat \| Etaperesultat \| Etaperesultat \| \| Rytter \| Rytter \| Hold \| Tid \| \| \| ------------- \| ------------------ \| --------------------------- \| ------------- \| ------------- \| \| 1. \| Matej Mohorič \| Bahrain-Merida \| 6t 04' 52" \| \| \| 2. \| Nico Denz \| AG2R La Mondiale \| + 0" \| \| \| 3. \| Sam Bennett \| Bora-Hansgrohe \| + 34" \| \| \| 4. \| Enrico Battaglin \| LottoNL-Jumbo \| + 34" \| \| \| 5. \| Davide Ballerini \| Androni Giocattoli-Sidermec \| + 34" \| \| \| 6. \| Mads Würtz Schmidt \| Katusha-Alpecin \| + 34" \| \| \| 7. \| Francesco Gavazzi \| Androni Giocattoli-Sidermec \| + 34" \| \| \| 8. \| Jarlinson Pantano \| Trek-Segafredo \| + 34" \| \| \| 9. \| Gianluca Brambilla \| Trek-Segafredo \| + 34" \| \| \| 10. \| José Gonçalves \| Katusha-Alpecin \| + 34" \| \| |                    |                             |            |
| |                    |                             |            |
| Kilde: ProCyclingStats |                    |                             |            |
| Etaperesultat |                    |                             |            |
| Rytter | Rytter             | Hold                        | Tid        |
| 1. | Matej Mohorič      | Bahrain-Merida              | 6t 04' 52" |
| 2. | Nico Denz          | AG2R La Mondiale            | + 0"       |
| 3. | Sam Bennett        | Bora-Hansgrohe              | + 34"      |
| 4. | Enrico Battaglin   | LottoNL-Jumbo               | + 34"      |
| 5. | Davide Ballerini   | Androni Giocattoli-Sidermec | + 34"      |
| 6. | Mads Würtz Schmidt | Katusha-Alpecin             | + 34"      |
| 7. | Francesco Gavazzi  | Androni Giocattoli-Sidermec | + 34"      |
| 8. | Jarlinson Pantano  | Trek-Segafredo              | + 34"      |
| 9. | Gianluca Brambilla | Trek-Segafredo              | + 34"      |
| 10. | José Gonçalves     | Katusha-Alpecin             | + 34"      |

## Samlet
| \| Samlede stilling \| Samlede stilling \| Samlede stilling \| Samlede stilling \| Samlede stilling \| \| Rytter \| Rytter \| Hold \| Tid \| \| \| ---------------- \| ------------------ \| ------------------------- \| ---------------- \| ---------------- \| \| 1. \| Simon Yates \| Mitchelton-Scott \| 43t 42' 38" \| \| \| 2. \| Tom Dumoulin \| Team Sunweb \| + 41" \| \| \| 3. \| Thibaut Pinot \| Groupama-FDJ \| + 46" \| \| \| 4. \| Domenico Pozzovivo \| Bahrain-Merida \| + 1' 00" \| \| \| 5. \| Richard Carapaz \| Movistar Team \| + 1' 23" \| \| \| 6. \| George Bennett \| LottoNL-Jumbo \| + 1' 36" \| \| \| 7. \| Rohan Dennis \| BMC Racing Team \| + 2' 08" \| \| \| 8. \| Pello Bilbao \| Astana \| + 2' 08" \| \| \| 9. \| Michael Woods \| EF Education First-Drapac \| + 2' 28" \| \| \| 10. \| Chris Froome \| Team Sky \| + 2' 30" \| \| |                    |                           |             |
| |                    |                           |             |
| Kilde: ProCyclingStats |                    |                           |             |
| Samlede stilling |                    |                           |             |
| Rytter | Rytter             | Hold                      | Tid         |
| 1. | Simon Yates        | Mitchelton-Scott          | 43t 42' 38" |
| 2. | Tom Dumoulin       | Team Sunweb               | + 41"       |
| 3. | Thibaut Pinot      | Groupama-FDJ              | + 46"       |
| 4. | Domenico Pozzovivo | Bahrain-Merida            | + 1' 00"    |
| 5. | Richard Carapaz    | Movistar Team             | + 1' 23"    |
| 6. | George Bennett     | LottoNL-Jumbo             | + 1' 36"    |
| 7. | Rohan Dennis       | BMC Racing Team           | + 2' 08"    |
| 8. | Pello Bilbao       | Astana                    | + 2' 08"    |
| 9. | Michael Woods      | EF Education First-Drapac | + 2' 28"    |
| 10. | Chris Froome       | Team Sky                  | + 2' 30"    |

| Pointkonkurrence | Pointkonkurrence  | Pointkonkurrence            | Pointkonkurrence | Pointkonkurrence |
| Rytter           | Rytter            | Hold                        | Point            |                  |
| ---------------- | ----------------- | --------------------------- | ---------------- | ---------------- |
| 1.               | Elia Viviani      | Quick-Step Floors           | 178 point        |                  |
| 2.               | Sam Bennett       | Bora-Hansgrohe              | 112 point        |                  |
| 3.               | Davide Ballerini  | Androni Giocattoli-Sidermec | 87 point         |                  |
| 4.               | Sacha Modolo      | EF Education First-Drapac   | 73 point         |                  |
| 5.               | Simon Yates       | Mitchelton-Scott            | 61 point         |                  |
| 6.               | Enrico Battaglin  | LottoNL-Jumbo               | 53 point         |                  |
| 7.               | Guillaume Boivin  | Israel Cycling Academy      | 52 point         |                  |
| 8.               | Marco Frapporti   | Androni Giocattoli-Sidermec | 49 point         |                  |
| 9.               | Maksim Belkov     | Katusha-Alpecin             | 46 point         |                  |
| 10.              | Niccolò Bonifazio | Bahrain-Merida              | 43 point         |                  |

| Ungdomskonkurrence | Ungdomskonkurrence    | Ungdomskonkurrence          | Ungdomskonkurrence | Ungdomskonkurrence |
| Rytter             | Rytter                | Hold                        | Tid                |                    |
| ------------------ | --------------------- | --------------------------- | ------------------ | ------------------ |
| 1.                 | Richard Carapaz       | Movistar Team               | 43t 44' 01"        |                    |
| 2.                 | Miguel Ángel López    | Astana                      | + 1' 14"           |                    |
| 3.                 | Ben O'Connor          | Dimension Data              | + 1' 16"           |                    |
| 4.                 | Sam Oomen             | Team Sunweb                 | + 1' 34"           |                    |
| 5.                 | Maximilian Schachmann | Quick-Step Floors           | + 2' 17"           |                    |
| 6.                 | Valerio Conti         | UAE Team Emirates           | + 9' 30"           |                    |
| 7.                 | Fausto Masnada        | Androni Giocattoli-Sidermec | + 10' 14"          |                    |
| 8.                 | Jack Haig             | Mitchelton-Scott            | + 19' 14"          |                    |
| 9.                 | Matej Mohorič         | Bahrain-Merida              | + 23' 02"          |                    |
| 10.                | Felix Großschartner   | Bora-Hansgrohe              | + 33' 30"          |                    |

| Bjergkonkurrence | Bjergkonkurrence   | Bjergkonkurrence            | Bjergkonkurrence | Bjergkonkurrence |
| Rytter           | Rytter             | Hold                        | Point            |                  |
| ---------------- | ------------------ | --------------------------- | ---------------- | ---------------- |
| 1.               | Simon Yates        | Mitchelton-Scott            | 55 point         |                  |
| 2.               | Esteban Chaves     | Mitchelton-Scott            | 47 point         |                  |
| 3.               | Thibaut Pinot      | Groupama-FDJ                | 36 point         |                  |
| 4.               | Richard Carapaz    | Movistar Team               | 23 point         |                  |
| 5.               | Giulio Ciccone     | Bardiani CSF                | 22 point         |                  |
| 6.               | Fausto Masnada     | Androni Giocattoli-Sidermec | 21 point         |                  |
| 7.               | Domenico Pozzovivo | Bahrain-Merida              | 16 point         |                  |
| 8.               | Natnael Berhane    | Dimension Data              | 15 point         |                  |
| 9.               | Davide Formolo     | Bora-Hansgrohe              | 12 point         |                  |
| 10.              | Mikaël Cherel      | AG2R La Mondiale            | 12 point         |                  |

| Holdkonkurrence | Holdkonkurrence   | Holdkonkurrence | Holdkonkurrence |
| Hold            | Hold              | Tid             |                 |
| --------------- | ----------------- | --------------- | --------------- |
| 1.              | Mitchelton-Scott  | 131t 11' 59"    |                 |
| 2.              | Astana            | + 3' 48"        |                 |
| 3.              | Sky               | + 4' 30"        |                 |
| 4.              | Movistar Team     | + 13' 25"       |                 |
| 5.              | UAE Team Emirates | + 14' 28"       |                 |
| 6.              | Team Sunweb       | + 25' 21"       |                 |
| 7.              | Dimension Data    | + 25' 36"       |                 |
| 8.              | AG2R La Mondiale  | + 26' 25"       |                 |
| 9.              | Groupama-FDJ      | + 28' 06"       |                 |
| 10.             | Bora-Hansgrohe    | + 30' 40"       |                 |